# Enicurus immaculatus
Enicurus immaculatus é uma espécie de ave da família Muscicapidae.
Pode ser encontrada nos seguintes países: Bangladesh, Butão, Índia, Myanmar, Nepal e Tailândia.
Os seus habitats naturais são: florestas temperadas e florestas subtropicais ou tropicais húmidas de baixa altitude.